# Jan Henri Ducroz
Jan Henri Ducroz (* 6. Mai 1971 in Chamonix) ist ein französischer Curler.
Ducroz’ größter Erfolg war bisher der Gewinn der Silbermedaille bei der Curling-Juniorenweltmeisterschaft 1992 in Oberstdorf.
Als Second spielte Ducroz bei den Olympischen Winterspielen 2010 in Vancouver im Team Frankreich mit Skip Thomas Dufour, Third Tony Angiboust, Lead Richard Ducroz und Alternate Raphaël Mathieu. Die Mannschaft belegte den siebten Platz.